# Jan Dowgird
Jan Dowgird (Dawgird / Dawgert / Dewgerd / Dolgert) herbu Pomian (zm. 1442/1443) – członek rady hospodarskiej Wielkiego Księstwa Litewskiego w 1442 roku, wojewoda wileński w latach 1433-1442, starosta podolski w 1430 roku, marszałek hospodarski w 1424 roku, wybitny działacz polityczny za czasów Zygmunta Kiejstutowicza i Kazimierza Jagiellończyka
Wywodził się z możnowładczego rodu litewskiego, który w Horodle przyjął herb Pomian.

## Działalność polityczna
Zagorzały stronnik w. ks. Zygmunta Kiejstutowicza, podobnie jak jego krewny woj. trocki Andruszko Sakowicz. Otrzymał od w. ks. Zygmunta najwyższy urząd w państwie – wojewody wileńskiego.
20 stycznia 1433 roku był świadkiem aktu unii trockiej. Odegrał wybitną rolę polityczną, posłując na dwór polski w związku z koronacją króla Władysława III (1434). Uczestniczył w negocjacjach z Zakonem Krzyżackim zakończonych pokojem brzeskim i podpisał traktat (1435). W 1437 podpisał zobowiązanie, że zamek wileński wyda tylko w. ks. Zygmuntowi bądź w przypadku jego śmierci – królowi Władysławowi Jagielle. W 1440 wziął udział wraz z woj. trockim Piotrem Leluszem i kniaziami Czartoryskimi w zamachu na życie w. ks. Zygmunta. W kolejnych latach wraz z Janem Gasztołdem stał na czele panów i bojarów litewskich stronników Kazimierza Jagiellończyka. Brał udział w zjeździe wileńskim (1442). Po śmierci Jana Dowgirda urząd wojewody wileńskiego przejął jego współpracownik Jan Gasztołd.
Dowgird był jedną z najbardziej wpływowych postaci przy Kazimierzu Jagiellończyku. O powszechnym przekonaniu o jego wielkim znaczeniu świadczy m.in. fakt, iż papież Eugeniusz IV, starając się o uwolnienie metropolity Izydora z więzienia moskiewskiego, wysłał w tej sprawie dwie bulle: jedną skierowaną do Kazimierza Jagiellończyka, a drugą do Jana Dowgirda.

## Rodzina
Jan Dowgird miał syna Andrzeja (Andruszkę), ożenionego ze Świętochną II v. za Jakubem Niemirowiczem (synem Andruszki) - rodziców woj. kijowskiego Andrzeja Niemirowicza.
Po synu Andrzeju, znane są dwie wnuczki Jana Dowgirda:
- Anna Dowgirdówna za namiestnikiem smoleńskim Iwaszką (Janem) Iliniczem – matka Mikołaja i Jerzego Iliniczów

- Helena (Olena) Dowgirdówna za kniaziem Piotrem Krykowicem Świrskim – matka Zofii za Mikołajem Kieżgajło (synem Jana), Owdotii (Katarzyny) za Wacławem Niemirowiczem (wnukiem Andruszki) i Jadwigi I v. za Niekraszem Wołodkowiczem II v. za Janem Niemirowiczem (wnukiem Andruszki)[3].